# Saint-Vaize
Saint-Vaize è un comune francese di 585 abitanti situato nel dipartimento della Charente Marittima nella regione della Nuova Aquitania.

## Società

### Evoluzione demografica
Abitanti censiti